# メロディー (音無響子の曲)
「メロディー」は、アニメ『めぞん一刻』のヒロイン・音無響子を演じた島本須美が音無響子名義で1987年7月25日にリリースしたシングルである。

## 解説
前作『予感』に続いて、アニメ『めぞん一刻』のヒロイン、音無響子の人気に乗じてセカンドシングルとしてリリースされた。こちらもEPレコードジャケットに記載される歌手の名前は「音無響子」名義となっており、実際に歌唱した島本須美は裏面の歌詞カードにおいてのみ名前が記されている。
EPジャケットの絵はヒロイン・音無響子が公園の中で佇む絵となっている。表題曲はアニメ『めぞん一刻』本編の挿入歌として起用された。

## 収録曲
- 全編曲：松井忠重

1. メロディー
  - 作詞：佐藤ありす、作曲：松田良
2. ときめき
  - 作詞：和泉ゆかり、作曲：岡本朗